# Egon Günther
Egon Günther (Schneeberg, Sajonia; 30 de marzo de 1927-Potsdam, Brandeburgo; 31 de agosto de 2017) fue un director de cine y escritor alemán.

## Vida
Egon Günther provenía de una familia de clase trabajadora. Realizó una formación profesional como cerrajero y trabajó posteriormente como delineante en una oficina de proyectos. En 1944 y 1945 combatió en la Segunda Guerra Mundial como soldado de la Wehrmacht y fue hecho
prisionero de guerra en los Países Bajos, pero consiguió huir. Tras el final de la contienda trabajó inicialmente en la zona de ocupación soviética como Neulehrer. De 1948 a 1951 cursó estudios de Pedagogía, Filología Alemana y Filosofía en la Universidad Karl-Marx de Leipzig (actualmente Universidad de Leipzig). A continuación, volvió a trabajar como profesor. Posteriormente se incorporó a la industria editorial, donde fue editor literario en Mitteldeutscher Verlag en Halle/Saale. Desde 1958 trabajó como dramaturgo, guionista y director de cine para el Studio Babelsberg de la DEFA. A partir de 1961 vivió en Potsdam-Babelsberg como escritor y director independiente.
Egon Günther fue miembro del Partido Socialista Unificado de Alemania y de la Asociación de Escritores de la RDA.
A partir de los años sesenta la obra literaria de Günther, que desde 1953 ya había publicado relatos y novelas, quedó eclipsada frente a su trabajo para el cine y la televisión. Günther escribió una serie de guiones y a partir de 1961 se encargó también de la dirección en películas producidas por la DEFA. Desde la prohibición en 1965 de su comedia de cuento de hadas Wenn du groß bist, lieber Adam (Cuando seas mayor, querido Adam), tuvo siempre problemas como director con la censura de la RDA en el rodaje de temas de actualidad; por otra parte, sus adaptaciones cinematográficas de obras literarias fueron grandes éxitos. Su colaboración en el guion de Chingachgook, die grosse Schlange (Chingachgook, la gran serpiente) permaneció anónima y Günther solo apareció en el disco como autor de los textos de las canciones (que no se utilizaron en la película). También escribió el texto del villancico Sterne über stillen Straßen (Estrellas sobre calles silenciosas).
Desde 1969 hasta 1978 tuvo una relación profesional especialmente productiva con la actriz Jutta Hoffmann, que dio lugar a seis grandes películas para el cine y la televisión. Cuando en 1978 se le reprochó el lenguaje visual supuestamente no realista de su película Ursula, Günther reaccionó abandonando la Unión de Cineastas de la RDA. Se marchó del país, aunque conservó el pasaporte de la RDA, y en los años siguientes solo participó en producciones para el cine y la televisión de la Alemania Occidental. No regresó a la RDA hasta 1990. Después de la Reunificación alemana rodó una serie de películas, de las cuales tuvo una gran repercusión Die Braut (La Novia), la historia de Christiane Vulpius, amante y posteriormente esposa de Goethe. Por otra parte, Günther volvió a trabajar como profesor en la Hochschule für Film und Fernsehen  (Instituto del Cine y de la Televisión) de Babelsberg, actualmente Filmuniversität Babelsberg (Universidad de Cine de Babelsberg). Tuvo su última residencia en Gross Glienicke, junto a su tercera esposa y su hija.

## Distinciones
- 1972 - Premio Nacional de la RDA, Tercera Categoría, para la película Der Dritte (El Tercero).
- 1972 - Primer Premio del Festival Internacional de Cine de Karlovy Vary, para la película Der Dritte (El Tercero).
- 1972 - León de Plata del Festival Internacional de Cine de Venecia, para la película Der Dritte (El Tercero).
- 1974 - Premio de la Academia Alemana de las Artes Escénicas en el Festival de Telefilms de Baden-Baden, a Egon Günther y a su equipo, por el mejor trabajo de equipo en Erziehung vor Verdun.
- 1983 - Reconocimiento honorífico del Premio Adolf Grimme por Exil (Exilio) (conjuntamente con Robert Müller y Gérard Vandenberg).
- 1993 - Premio Especial del Ministerio de Cultura de Renania del Norte-Westfalia en el Premio Adolf Grimme, por Lenz.
- 1997 - Miembro de la Academia de las Artes de Berlín.[3]
- 1999 - Medalla de Oro Honorífica del Premio del Cine Alemán por el conjunto de su obra.
- 2002 - Premio de la Fundación DEFA por su contribución al cine alemán.
- 2014 - Estrella en el Bulevar de las Estrellas de Berlín.[4]
- 2016 - Ciudadano de honor de la ciudad de Schneeberg.[5]

## Libros
- Till, Halle (Saale) 1953
- Die Maurerklasse 3c, Leipzig 1954 (conjuntamente con Werner Persicke)
- Flandrisches Finale, Halle/Saale 1955
- Fünf Spiele nach den Gebrüdern Grimm, Leipzig 1955
- Die Zukunft sitzt am Tische, Halle/Saale 1955 (conjuntamente con Reiner Kunze)
- Die Abenteuer des tapferen Schneiderleins, Leipzig 1957
- Dem Erdboden gleich, Halle/Saale 1957
- Das gekaufte Mädchen, Leipzig 1957
- Der kretische Krieg, Halle/Saale 1957
- Die schwarze Limousine, Berlín 1963
- Schießen Sie nicht!, Berlín 1964
- Kampfregel, Berlín 1970
- Rückkehr aus großer Entfernung, Berlín 1970
- Die merkwürdigen Umstände der Marquise von O, Berlín 1972
- Einmal Karthago und zurück, Berlin [et al.] 1974
- Reitschule, Berlin [et al.] 1981
- Der Pirat, Berlin [et al.] 1988
- Rosamunde, Bergisch Gladbach 1990
- Palazzo Vendramin, Bergisch Gladbach 1993
- Die Braut, Berlín 1999
- Ich war immer ein Spieler, Potsdam 2013[6]

## Ediciones
- Peter Karvaš: Menschen unserer Straße, Halle (Saale) 1953
- Erwin F. Albrecht: Die Löwen der Cyrenaika, Leipzig 1954
- Klaus Günther: Die Fahne, Leipzig 1954
- Albert Maltz: Die Wahl, Leipzig 1954
- Iván Turguénev: Geldmangel, Leipzig 1954
- Aleksandr W. Uljaninski: Urlaub, Leipzig 1954
- Vom bösen Wolf, vom Froschkönig, einem Märchenbuch und anderen seltsamen Dingen, Leipzig 1954
- Igor V. Lukovskij: Der dreifache Knoten, Leipzig 1955
- Martin Selber: Das Trommelmädchen, Leipzig 1955
- Isidor Stok: Die Teufelsmühle, Leipzig 1957
- Aleksandr W. Uljaninski: Ein entscheidender Tag, Leipzig 1959
- Yü-hsiang Ch'ao: Zwei Standpunkte, Leipzig 1959

## Filmografía
- 1961: Der Fremde
- 1961: Das Kleid (conjuntamente con Konrad Petzold)
- 1963: Jetzt und in der Stunde megines Todes (guion)
- 1964: Alaskafüchse
- 1965: Lots Weib
- 1965: Wenn du groß bist, lieber Adam
- 1968: Abschied
- 1970: Junge Frau von 1914 (telefilm)
- 1971: Der Dritte
- 1973: Erziehung vor Verdun (basada en la novela de Arnold Zweig)
- 1974: Die Schlüssel
- 1975: Lotte in Weimar
- 1976: Die Leiden des jungen Werthers
- 1978: Ursula (TV)
- 1978: Weimar, du Wunderbare
- 1979: Blauvogel (como actor)
- 1980: Exil
- 1981: Euch darf ich's wohl gestehen
- 1983: Morenga
- 1983: Hanna von acht bis acht
- 1984: Mamas Geburtstag
- 1985: Die letzte Rolle
- 1988: Heimatmuseum
- 1988: Rosamunde
- 1991: Stein
- 1992: Lenz
- 1999: Else
- 1999: Die Braut